# Стёпин, Александр Валерьевич
Александр Валерьевич Стёпин (родился 7 февраля 1972 года, Брянск, РСФСР) — российский футболист, полузащитник.

## Клубная карьера
Воспитанник брянского «Динамо», за которое играл с 1990 по 1992 год. В 1992 году перешёл в воронежский «Факел», который на тот момент играл в чемпионате России. 9 августа 1992 года дебютировал в высшем дивизионе, в матче против «Уралмаша» вышел в стартовом составе. 3 сентября 1992 года забил первый гол в национальном первенстве, в матче против «Кубани» оформил «дубль». В 1998 году перешёл в «Балтику», за которую сыграл 14 матчей в чемпионате России, но в следующем году вернулся в «Факел». Всего за воронежский клуб сыграл 235 матчей и забил 32 гола. После ухода из «Факела» играл за клубы из низших дивизионов России.
После завершения игровой карьеры работал футбольным агентом и тренером-селекционером и спортивным директором в ряде клубов. В 2019 году вернулся в брянское «Динамо». Возглавлял академию «Динамо-Брянск» с момента её основания (февраль 2021 года) по апрель 2024 года.